# Marta Fernández Vázquez
Marta Fernández Vázquez (Madrid, 8 de setembro de 1973) é uma jornalista espanhola. Anteriormente foi a apresentadora da primeira edição de Noticiários Telecinco e Notícias Quatro, além das As Manhãs de Quatro, entre outros. Desde janeiro de 2020 colabora em A partir de hoje.

## Biografia
Nasceu em Madrid. Licenciada em Jornalismo, na faculdade de Ciências da Informação, pela Universidade Complutense de Madrid.

### Inícios
Sua carreira iniciou-se em Telemadrid como apresentadora substituta do espaço Madri Directo e como repórter da seção de esportes. Também passou por Televisão Espanhola, pela área de Cultura. Chegou à televisão procedente da imprensa, do desaparecido Diário 16.

### Etapa em Telecinco
Se incorpora a CNN+ em janeiro de 1999 quando ainda não tinham começado as emissões.
Ingressou em 2005 na rede Quatro com sua estréia, diretamente desde o CNN+ (quando ambos canais eram do Grupo PRISA), sendo uma das caras dos noticiários de meio dia junto a Marta Reyero.
Em outubro de 2006 deixa os noticiários e incorpora-se como repórter e colaboradora no programa As Manhãs de Quatro, apresentado por Concha García Campoy.
Em novembro de 2007 anuncia-se seu passo à Telecinco para acompanhar a Hilario Pino (jornalista com quem coincidiu no CNN+) nos noticiários do meio dia.
Em 2009 apresentou especiais da Copa Confederações de futebol na rede Telecinco, no entanto, no último quadrimestre —setembro-dezembro do mesmo ano— co-apresentou, junto a José Ribagorda, o noticiário das 21:00.
Apresentou O programa de Ana Rosa substituindo a Ana Rosa Quintana durante suas férias de verão.
O 13 de setembro de 2010 começou a co-apresentar diariamente, junto a David Cantero, e Sara Carbonero nos esportes, Informativos Telecinco em sua edição de meio dia até dezembro desse mesmo ano.

### Mediaset Espanha
Em 10 de janeiro de 2011, depois da fusão de Telecinco e Quatro, regressa à As Manhãs de Quatro como apresentadora em substituição de Concha García Campoy.
Desde 1 de outubro de 2012 compartilhou seu programa matinal com outro programa vespertino similar chamado As tardes de Quatro, que se manteve tão só dois meses ao ar enquanto se pré-produzia o espaço de tarde Te vais inteirar. Em 2012 também lhe foi concedido um Prêmio Antena de Ouro.
26 de abril de 2013 foi seu último programa à frente de As Manhãs de Quatro, já que desde maio de 2013 passou a apresentar a primeira edição de Notícias Quatro em conjunto a Hilario Pino.
Desde 7 de outubro de 2013 e até 30 de dezembro de 2016, data em que a apresentadora é substituída por Carme Chaparro, apresentou sozinha Notícias Quatro 1.
Em 21 de fevereiro de 2017, após 2 meses de baixa, abandonou Mediaset Espanha, após 10 anos.

### Grupo PRESSA
Em abril de 2017 fez-se pública sua incorporação ao jornal O País.

### RTVE
Em janeiro de 2020 começa a fazer parte dos colaboradores habituais de A partir de hoje.

## Trajetória na televisão
- Madrid Directo (1998) (Apresentadora substituta e repórter secção esportes), Telemadrid.
- Telejornal (Repórter seção de cultura), Televisão Espanhola.
- Noticiários (2000-2005) (Apresentadora), CNN+.
- Notícias quatro 1 (2005-2006) (Apresentadora), Quatro.
- As manhãs de Quatro (2006-2007) (Repórter e colaboradora),  Quatro.
- Informativos Telecinco (2007-2010) (Apresentadora), Telecinco.
- O programa do verão (2010) (Apresentadora substituta), Telecinco.
- Campanadas 2010-2011 (Apresentadora junto com Sara Carbonero e Pilar Loiro), Telecinco.
- As manhãs de Quatro (2011-2013)  (Apresentadora), Quatro.
- As tardes de Quatro (2012)  (Apresentadora), Quatro.
- Notícias Quatro 1 (2013-2016) (Apresentadora), Quatro.
- Likes (2017-2018) (colaboradora), #0.
- A partir de hoje (2020) (colaboradora), Televisão Espanhola

### Interpretação
Tem colaborado em diversos projectos de ficção.
- Série Laberint d'ombres, 3 capítulos (2000), interpretou Vane.
- Curta-metragem "Esperanças" (2004), interpretou Esperança.
- Série Génesis, na mente do assassino (2007), aparecimento especial como apresentadora de noticiários.
- Série A que se avecina (2008), como apresentadora de noticiários.
- Série Raiva (2015), como apresentadora de noticiários.

## Livros publicados
Em 2 de setembro de 2014 publicou-se sua primeira novela, Presentear-te-ei o mundo (Espasa), ambientada na atualidade e na Madrid do século dezoito.